# Powiat de Miechów
Le powiat de Miechów (en polonais, powiat miechowski) est un powiat appartenant à la voïvodie de Petite-Pologne dans le sud de la Pologne.

## Division administrative
Le powiat de Miechów comprend 7 communes (gmina) :
- 1 commune urbaine-rurale : Miechów ;
- 6 communes rurales : Charsznica, Gołcza, Kozłów, Książ Wielki, Racławice et Słaboszów.